# Lalla Meryem
Princesa Lalla Meryem de Marruecos (en árabe : الأميرة للا مريم , GCVO, nacida el 26 de agosto de 1962 en Roma, Italia) es la primera hija y primogénita del difunto rey Hasán II de Marruecos y su segunda esposa, Lalla Latifa Hammou.

## Biografía
Después de estudios primarios y secundarios en el Colegio Real obtuvo su bachillerato en 1981. Entonces, la princesa Lalla Meryem fue nombrada por su padre Presidenta de la Obra Social de las Fuerzas Armadas Reales.
Al igual que sus hermanos, fue educada por niñeras españolas (Pepi, Rosi, Dolores, Pilar y María), por lo que domina el idioma español.
El 15 de septiembre de 1984 se casó con Fuad Filali (nacido en 1957), hijo del ex primer ministro y el ministro de Asuntos Exteriores Abdellatif Filali. Fuad es ex-CEO de Groupe ONA. Tuvieron dos hijos, una niña y un niño:
- Sharifa Lalla Soukaïna Filali (nacida el 30 de abril de 1986 en Rabat). El 11 de octubre de 2013 se casó con Mohammed El Mehdi Regragui (divorciados en 2019). El 27 de septiembre de 2015 fue madre de gemelos:[3]
  - Hassan Regragui.
  - Aya Regragui.

- Moulay Idris Filali (nacido el 11 de julio de 1988 en Rabat).

Lalla Meryem está divorciada de Fuad Filali desde 1999.
La princesa Lalla Meryem tiene dos hermanos varones, el rey Mohammed VI y el príncipe Moulay Rachid, y dos hermanas, las princesas Lalla Asma y Lalla Hasna.
Titular de numerosas y prestigiosas funciones oficiales, la princesa Lalla Meryem ha centrado gran parte de sus actividades en el ámbito social y cultural. La princesa Lalla Meryem la presidenta de la asociación marroquí en apoyo de UNICEF, presidenta de la Fundación Hasán II para los marroquíes residentes en el extranjero, presidenta del Observatorio Nacional Marroquí de los Derechos del niño y presidenta de la Fundación Hasán II para las obras sociales de los antiguos soldados y excombatientes. En julio de 2001, fue nominada Embajadora de Buena Voluntad de la Unesco, con especial atención a su puesto de embajadora en la Unesco en proyectos para mujeres y niños.
Desde el año 2003, la princesa es la presidenta de la Unión Nacional de Mujeres Marroquíes [UNFM].
Usando su estatus real, continúa su trabajo en favor de las mujeres y los niños y defiende sus derechos a nivel internacional. Es Miembro del Comité Honorario del Centro Internacional para Niños Desaparecidos y Explotados Sexualmente.

## Títulos y tratamientos
Esta tabla aún no está actualizada. Puedes contribuir aportando información sobre títulos y tratamientos de esta persona.

## Distinciones honoríficas

### Distinciones honoríficas marroquíes
- Dama Gran Cordón de la Orden del Trono.[1]

### Distinciones honoríficas extranjeras
- Dama gran cruz de honor de la Real Orden Victoriana (Reino Unido, 27/10/1980).[1]
- Dama gran cruz de la Orden del Infante Don Enrique (República Portuguesa, 25/08/1994).[7]
- Dama gran cruz de la Real Orden de Isabel la Católica (Reino de España, 16/09/2000).[8]
- Dama gran cordón de la Libanesa Orden del Mérito (República Libanesa, 17/07/2001).[1]

## Ancestros
|  |                                        |  |  |  |  |  |  |  |  |  |  |  |  |  |  |  |
|  | 16. Sultán Hasán I de Marruecos        |  |  |  |  |  |  |  |  |  |  |  |  |  |  |  |
|  |                                        |  |  |  |  |  |  |  |  |  |  |  |  |  |  |  |
|  |                                        |  |  |  |  |  |  |  |  |  |  |  |  |  |  |  |
|  | 8. Sultán Yusef de Marruecos           |  |  |  |  |  |  |  |  |  |  |  |  |  |  |  |
|  |                                        |  |  |  |  |  |  |  |  |  |  |  |  |  |  |  |
|  |                                        |  |  |  |  |  |  |  |  |  |  |  |  |  |  |  |
|  | 17. Lalla Ruqiya                       |  |  |  |  |  |  |  |  |  |  |  |  |  |  |  |
|  |                                        |  |  |  |  |  |  |  |  |  |  |  |  |  |  |  |
|  |                                        |  |  |  |  |  |  |  |  |  |  |  |  |  |  |  |
|  | 4. Rey Mohamed V de Marruecos          |  |  |  |  |  |  |  |  |  |  |  |  |  |  |  |
|  |                                        |  |  |  |  |  |  |  |  |  |  |  |  |  |  |  |
|  |                                        |  |  |  |  |  |  |  |  |  |  |  |  |  |  |  |
|  | 9. Lalla Yaqut                         |  |  |  |  |  |  |  |  |  |  |  |  |  |  |  |
|  |                                        |  |  |  |  |  |  |  |  |  |  |  |  |  |  |  |
|  |                                        |  |  |  |  |  |  |  |  |  |  |  |  |  |  |  |
|  | 2. Rey Hasán II de Marruecos           |  |  |  |  |  |  |  |  |  |  |  |  |  |  |  |
|  |                                        |  |  |  |  |  |  |  |  |  |  |  |  |  |  |  |
|  |                                        |  |  |  |  |  |  |  |  |  |  |  |  |  |  |  |
|  | 20. Sultán Hasán I de Marruecos (= 16) |  |  |  |  |  |  |  |  |  |  |  |  |  |  |  |
|  |                                        |  |  |  |  |  |  |  |  |  |  |  |  |  |  |  |
|  |                                        |  |  |  |  |  |  |  |  |  |  |  |  |  |  |  |
|  | 10. Moulay Mohammed bin Hassan         |  |  |  |  |  |  |  |  |  |  |  |  |  |  |  |
|  |                                        |  |  |  |  |  |  |  |  |  |  |  |  |  |  |  |
|  |                                        |  |  |  |  |  |  |  |  |  |  |  |  |  |  |  |
|  | 5. Lalla Abla bint Mohammed al-Tahar   |  |  |  |  |  |  |  |  |  |  |  |  |  |  |  |
|  |                                        |  |  |  |  |  |  |  |  |  |  |  |  |  |  |  |
|  |                                        |  |  |  |  |  |  |  |  |  |  |  |  |  |  |  |
|  | 1. Lalla Meryem de Marruecos           |  |  |  |  |  |  |  |  |  |  |  |  |  |  |  |
|  |                                        |  |  |  |  |  |  |  |  |  |  |  |  |  |  |  |
|  |                                        |  |  |  |  |  |  |  |  |  |  |  |  |  |  |  |
|  | 24. Mouha ou Aqqa                      |  |  |  |  |  |  |  |  |  |  |  |  |  |  |  |
|  |                                        |  |  |  |  |  |  |  |  |  |  |  |  |  |  |  |
|  |                                        |  |  |  |  |  |  |  |  |  |  |  |  |  |  |  |
|  | 12. Mouha ou Hammou Zayani             |  |  |  |  |  |  |  |  |  |  |  |  |  |  |  |
|  |                                        |  |  |  |  |  |  |  |  |  |  |  |  |  |  |  |
|  |                                        |  |  |  |  |  |  |  |  |  |  |  |  |  |  |  |
|  | 6. Hassan ould Mouha ou Hammou Zayani  |  |  |  |  |  |  |  |  |  |  |  |  |  |  |  |
|  |                                        |  |  |  |  |  |  |  |  |  |  |  |  |  |  |  |
|  |                                        |  |  |  |  |  |  |  |  |  |  |  |  |  |  |  |
|  | 13. Hennou                             |  |  |  |  |  |  |  |  |  |  |  |  |  |  |  |
|  |                                        |  |  |  |  |  |  |  |  |  |  |  |  |  |  |  |
|  |                                        |  |  |  |  |  |  |  |  |  |  |  |  |  |  |  |
|  | 3. Lalla Fatima Amahzoune              |  |  |  |  |  |  |  |  |  |  |  |  |  |  |  |
|  |                                        |  |  |  |  |  |  |  |  |  |  |  |  |  |  |  |
|  |                                        |  |  |  |  |  |  |  |  |  |  |  |  |  |  |  |